# Hildrizhausen (Landschaftsschutzgebiet)
Hildrizhausen ist ein Landschaftsschutzgebiet (Schutzgebietsnummer 1.15.081) im Landkreis Böblingen. 

## Lage und Beschreibung
Das Schutzgebiet entstand durch Verordnung des Landratsamts Böblingen vom 16. Juni 1988. Mit dem Inkrafttreten dieser Verordnung trat die Verordnung des Landratsamts Böblingen vom 10. Oktober 1974 über Landschaftsschutzgebiete und die Verordnung über das Landschaftsschutzgebiet Schönbuch vom 1. Dezember 1961 für die Gemarkung Hildrizhausen außer Kraft.
Das Landschaftsschutzgebiet umschließt die Gemeinde Hildrizhausen im Norden, Westen und Süden vollständig. Das Gebiet gehört zum Naturraum 104-Schönbuch und Glemswald innerhalb der naturräumlichen Haupteinheit 10-Schwäbisches Keuper-Lias-Land. Teile des Gebiets liegen im FFH-Gebiet Nr. 7420-341 Schönbuch, im Vogelschutzgebiet Nr. 7420-441 Schönbuch und im Naturpark Schönbuch.

## Schutzzweck
Wesentlicher Schutzzweck ist laut Schutzgebietsverordnung die Erhaltung der landschaftsprägenden Streuobstwiesen mit angrenzendem Grünland, die Erhaltung der naturnahen Würmtal- und Quinzestalaue als Wiesentallandschaft einschließlich der Sicherung der landschaftsbedeutenden, den Talverlauf begleitenden Einhänge und die
Erhaltung der landschaftlich reizvollen Waldrandbereiche des nördlichen Schönbuchrandes. Diese charakteristischen Landschaftsteile sollen für die Erholungsnutzung gesichert werden. Das Gebiet soll außerdem vor weiterer Zersiedlung geschützt werden.